# Pink Funky
Pink Funky (с англ. — «Розовый фанк») — третий мини-альбом южнокорейской гёрл-группы MAMAMOO. Он был выпущен лейбоом RBW 19 июня 2015 года и распространен CJ E&M Music. Он содержит шесть песен, в том числе синглы «Ahh Oop!» (сотрудничество с Esna) и «Um Oh Ah Yeh». Альбом был самым успешным на сегодняшний день, дебютировав на шестом месте в чарте альбомов Gaon и продав более 13 000 экземпляров. Музыкально, альбом представляет собой смесь жанров, включая R&B, хип-хоп и фанк.

## Релиз и промоушен
2 апреля 2015 года Mamamoo выпустили неожиданный совместный сингл с Esna под названием «Ahh Oop!». Его продвигали на музыкальных шоу в течение двух недель, начиная с M! Countdown в тот же день. Музыкальное видео в стиле ретро для «Ahh Oop» был снят Digipedi.
11 июня Mamamoo объявили о предстоящем выпуске Pink Funky и сингла «Um Oh Ah Yeh». Полный список треков был обнародован 17 июня, а альбом был выпущен через два дня. Одна из причин, по которой альбом был выпущен в июне, заключалась в том, что группа могла участвовать в университетских фестивалях кампуса в сентябре, где часто выступают женские группы. В клипе «Um Oh Ah Yeh» трое участниц одеваются как мужчины, в париках, бородах и в протезах. Пак Борам снималась как камео, когда девушка говорит Соле, что Мунбёль на самом деле женщина.
14 июня Mamamoo провели концерты в Тэханно и Хондэ, где они впервые исполнили «Um Oh Ah Yeah». Группа провела презентацию альбома в Ilchi Art Hall в Чхондаме, 18 июня. Альбом затем продвигался в течение шести недель на различных музыкальных шоу, заканчиваясь Inkigayo 26 июля.

## Композиции
Альбом был спродюсирован генеральный директор RBW Ким До Хуном. Песня «Um Oh Ah Yeh» была написана Ким и тремя участницами Mamamoo - Солой, Мунбёль и Хвасой. Это «прикольная» танцевальная песня R&B с элементами синтипопа 1990-х. Лирически, песня о девушке, которая влюблена в мужчину, который на самом деле другая девушка. «Freakin Shoes» - это трэп песня и хип-хоп, написанная Хвасой, с музыкой, сочиненной Кимом и Со Чже-Ук.  «A Little Bit» - это поп-баллада, а «Self Camera» — это R&B-песня среднего темпа. «No-No-No», написанное Со Ён Бэ и Пак Ву-Саном, имеет ритм фанка 1960-х. «Ahh Ohh!» была описана как веселая танцевальная песня с ретро-ритмом и блюзовым гитарным риффом. Она была написана Эсной, а в текстах говорится, чтобы мужчины перестали использовать клише, и относились к женщинам с уважением. Цифровой альбом, выпущенный в Южной Корее, включает версию «Um Oh Ah Yeh» с акапеллами, а также инструментальные композиции для «Um Oh Ah Yeh» и «A Little Bit».

## Приём
Альбом вошел в диаграмму альбома Gaon на 6 строчке, а на седьмом месте попал в список мировых альбомов Billboard. Это был 19-й самый продаваемый альбом в Южной Корее в июне, в котором было продано 3822 физических экземпляра. По состоянию на май 2016 года было продано более 13 000 единиц. «Um Oh Ah Yeh» вошел в цифровую диаграмму Gaon на 22 строчке и достиг пика под номером три на следующей неделе, став самым высоким в то время графическим синглом Mamamoo. «Ahh Ohh» вошел в цифровую диаграмму Gaon на 76 строчке и достиг максимума на 67 строочке на следующей неделе.
Выпуск Pink Funky укрепил репутацию Mamamoo как женской группы, которая умеет хорошо петь, и их популярность возросла с успехом «Um Oh Ah Yeh». Отчасти это произошло из-за музыкального видео, которое стало популярным на Facebook и «отправило ударные волны через сцену K-pop», согласно Чон Чжу Вон от Yonhap. Скотт Интерранте (Scott Interrante), пишущий для PopMatters, сказал, что альбом «отличается более утонченным мейнстримовым звучанием, сохраняя фокус мощного вокала [Mamamoo]».

## Трек-лист
| №                   | Название                                      | Текст песни                              | Музыка                             | Arrangement         | Длительность |
| ------------------- | --------------------------------------------- | ---------------------------------------- | ---------------------------------- | ------------------- | ------------ |
| 1.                  | «Freakin Shoes»                               | Hwasa                                    | Kim Do-hoon Seo Jae-woo Hwasa      | Seo Jae-woo         | 2:59         |
| 2.                  | «Um Oh Ah Yeh» (음오아예)                     | Kim Do-hoon Solar Moonbyul Hwasa         | Kim Do-hoon                        | Seo Jae-woo         | 3:34         |
| 3.                  | «A Little Bit» (따끔; Ttakkeum, lit. "Sting") | Hwang Seong-jin Kim Chang-rak Lee Eun-ji | Hwang Kim Chang-rak Lee Seung-yeop | Kim Chang-rak       | 3:49         |
| 4.                  | «No No No» (갑과 을; Gapgwa Eul)              | Seo Yong-bae Park Woo-sang Moonbyul      | Seo Yong-bae Park                  | Park                | 3:16         |
| 5.                  | «Self Camera»                                 | Kim Se-moon Park                         | Park                               | Park                | 3:17         |
| 6.                  | «Ahh Oop!» (아훕!) (with Esna)                | Esna                                     | Esna                               | Choi Yong-chan      | 3:21         |
| Общая длительность: | Общая длительность:                           | Общая длительность:                      | Общая длительность:                | Общая длительность: | 20:16        |

| №                   | Название                           | Текст песни                      | Музыка                                       | Arrangement         | Длительность |
| ------------------- | ---------------------------------- | -------------------------------- | -------------------------------------------- | ------------------- | ------------ |
| 7.                  | «Um Oh Ah Yeh» (Acappella version) | Kim Do-hoon Solar Moonbyul Hwasa | Kim Do-hoon                                  | Jeon Seung-woo      | 1:33         |
| 8.                  | «Um Oh Ah Yeh» (Instrumental)      |                                  | Kim Do-hoon                                  | Seo Jae-woo         | 3:33         |
| 9.                  | «A Little Bit» (Instrumental)      |                                  | Hwang Seong-jin Kim Chang-rak Lee Seung-yeop | Kim Chang-rak       | 3:44         |
| Общая длительность: | Общая длительность:                | Общая длительность:              | Общая длительность:                          | Общая длительность: | 29:06        |

## Чарты
| Чарты (2015)                 | Высшая позиция |
| ---------------------------- | -------------- |
| Республика Корея (Gaon)      | 6              |
| США World Albums (Billboard) | 7              |